# HD129331
HD129331 — хімічно пекулярна зоря спектрального класу A1, що має видиму зоряну величину в смузі V приблизно  8,2.
Вона  розташована на відстані близько 1964,8 світлових років від Сонця.